# Установа културе „Влада Дивљан”
Установа културе „Влада Дивљан” је установа културе општине Палилула, основана од стране Града Београда. Реализује образовне, позоришне, музичке, ликовне и књижевне програме. Налази се у улици Митрополита Петра 8, поред хале Пионир, удаљена један километар од строгог центра града.

## Историјат
Некадашњи Народни универзитет „Браћа Стаменковић”, касније Установа културе „Палилула”, од новембра 2016. године носи име по истакнутом музичару Влади Дивљану.
Зграда Установе културе „Влада Дивљан” поседује сопствени паркинг простор са 91 местом. 2010. године је потпуно реновирана као и велика дворана, сцена, „Стаменковић”, што је чини идеалним не само за извођење позоришних представа, концерата већ и за одржавање најразноврснијих мултимедијалних догађаја и пословних скупова.
Као поливалентна установа у култури са знатним просторним капацитетом тежи да искористи све своје потенцијале и предности и буде незаобилазно место у културном животу Градске општине Палилула и Града Београда.

## О Центру за културу „Влада Дивљан”
Центар за културу „Влада Дивљан” својим програмима је окренута промоцији вредности отвореног и демократског друштва, сарадњи са локалним, националним и светским уметницима и уметничким групама како професионалцима тако и аматерима.
У оквиру програма образовања организују се: обука на рачунарима, школе страних језика (енглески, немачки, италијански), дактилографија, личне услуге неге и лепоте, услужне делатности, прерада и припрема прехрамбених производа, угоститељско-смештајне услуге, трговина, грађевинско-занатске услуге, гумарство, курсеви за менаџере, књиговодствени послови, кројење, шивење и златовез, пачворк, музичка школа, креативна забавишта, течајеви лепих вештина, ликовне радионице за децу, омладину и одрасле. Програми из области културе обухватају и музичке вечери, циклусе трибина, књижевне вечери и промоције књига и публикација.

## Програмска шема установе
Основну програмску шему Установе културе „Влада Дивљан” чини неколико делова:
- Позоришни програм,
- Музички програм и музичко-сценски,
- Књижевни програм,
- Изложбени програм,
- Едукативни програми,
- Програми комерцијалног рентирања простора Центра за културу „Влада Дивљан”[1]

## Простор
Фоаје сцене се лако претвара у изложбени простор или како је називају у галерију „Потковица”. Сцена „Стаменковић” располаже са 466 места климатизованог простора и комплетно је технички опремљена. Уз комплетну аудио опрему и расвету постоји могућност коришћења видео записа на великом лед екрану.
- Мултимедијална сала — Идеалан простор за изложбе, књижевне вечери и друга дешавања. Сала је опремљена видео пројектором и платном. Капацитет просторије је 60 столица (максимално 80 столица).
- Сала 2 — или Мала биоскопска сала. Капацитет сале је 46 места.
- Сала 9 — по површини мања од сале 47. Идеална за мање плесне групе, спортско борилачке и гимнастичке тренинге.
- Сала 18
- Учионица 42 — капацитет учионице је 24 места. Опремљена је пројектором, пројекционим платном и белом таблом.
- Сала 47 — идеална за семинаре, предавања и слично. Капацитет 96 места.
- Учионица 48 — капацитет учионице је 28 места. Опремљена је пројектором и белом таблом.
- Учионица 49 — капацитет учионице је 30 места. Опремљена је пројектором, пројекционим платном и белом таблом.
- Учионица 51 — има 45 места за седење. Опремљена је пројектором, пројекционим платном и белом таблом.
- Учионица 56 — капацитет учионице је 24 места. Опремљена је Епсон ЕБ-W05 пројектором, пројекционим платном и белом таблом
- Учионица 57 — капацитет учионице је 20 места. Опремљена је Епсон ЕБ-W05 пројектором, пројекционим платном и белом таблом.[3]

## Галерија
- Установа културе „Влада Дивљан”
- Споменик испред установе културе „Влада Дивљан”
- Споменик испред установе културе „Влада Дивљан”
- Споменик испред установе културе „Влада Дивљан”
- Улаз у установу културу „Влада Дивљан”
- Унутрашњост установе културе „Влада Дивљан”
- Унутрашњост установе културе „Влада Дивљан”
- Сцена Стаменковић
- Установа културе „Влада Дивљан”